# Jaap Bar
Jacob Hendrikus (Jaap) Bar (Apeldoorn, 1 juni 1917 – overlijdensdatum onbekend) was een Nederlands acteur.
Bar groeide op in Amsterdam. Hij was als werktuigkundig tekenaar en constructeur werkzaam voor Fokker, waar hij meewerkte aan de ontwikkeling van de Fokker Friendship. Tot 1953 had hij een eigen machinefabriek. Vanwege rug- en hartklachten werd hij in 1970 afgekeurd. In 1974 verhuisde hij van Amstelveen naar zijn geboorteplaats Apeldoorn.
Via een figurantenbureau van de vader van een schoonzoon kwam hij in contact met Wim T. Schippers. In 1973 speelde hij de rol van de boekhouder van Otto Kolkvet in Barend is weer bezig. In 1974 en 1975 gaf hij gestalte aan Ir. Evert v.d. Pik, boekhouder van Sjef van Oekel in Van Oekel's Discohoek. In 1975 had hij als Ir. Evert v.d. Pik een hitje met het nummer Geen bier maar karnemelk op de muziek van het nummer "Beer Or Sangria" van Circus. In 1976 speelde hij de rol van marconist Evert v.d. Pik in de Ondergang van de Onan. De laatste rol speelde hij in 1982 in De lachende scheerkwast als man met hond op een militair oefenterrein.
Net als onder meer Dolf Brouwers en Cees Schouwenaar werd hij door Schippers ingezet vanwege zijn al wat hogere leeftijd en bereidheid tot absurde scènes.